# Tram van Han

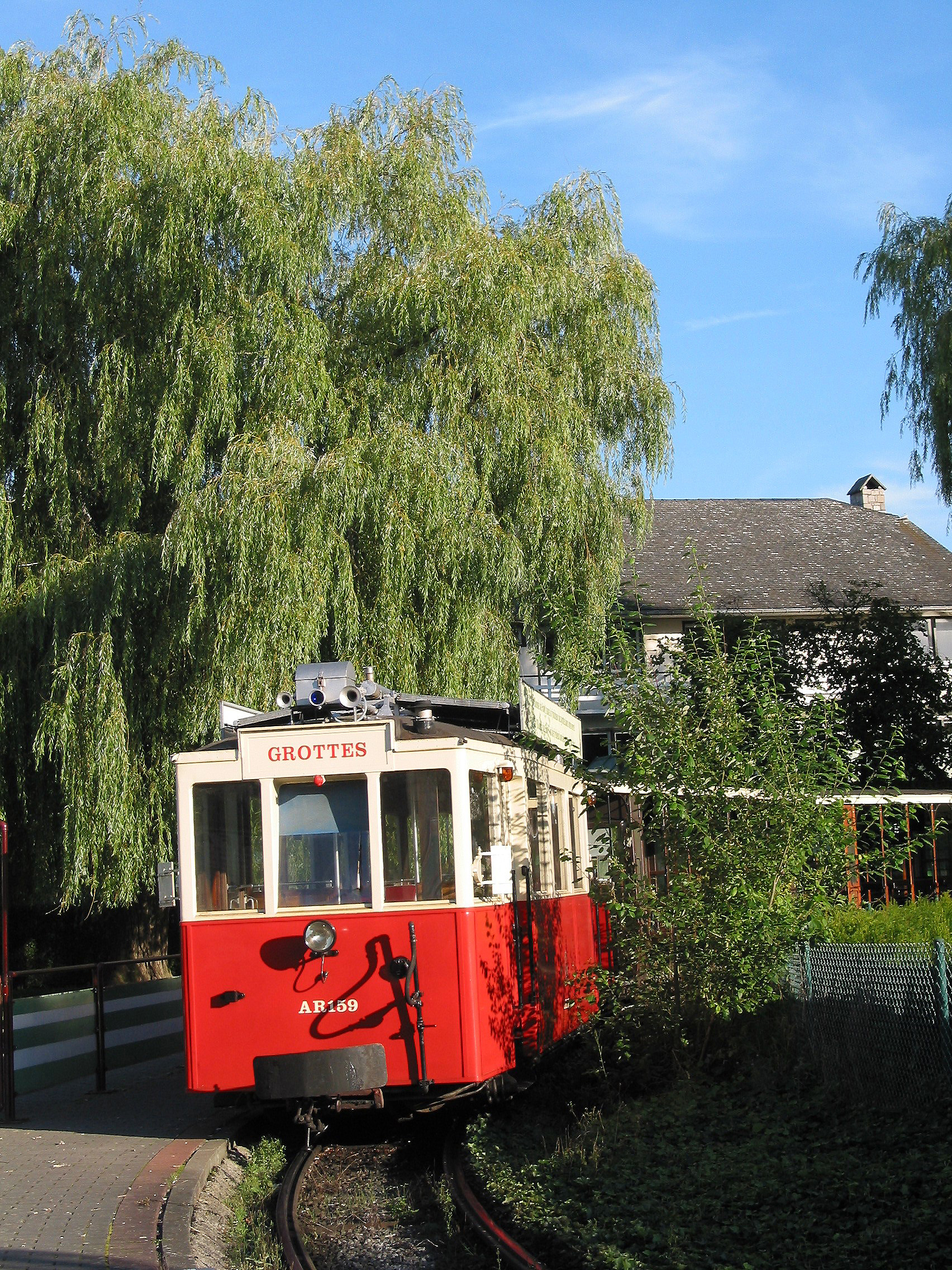
De tram bij vertrek te Han-sur-Lesse.

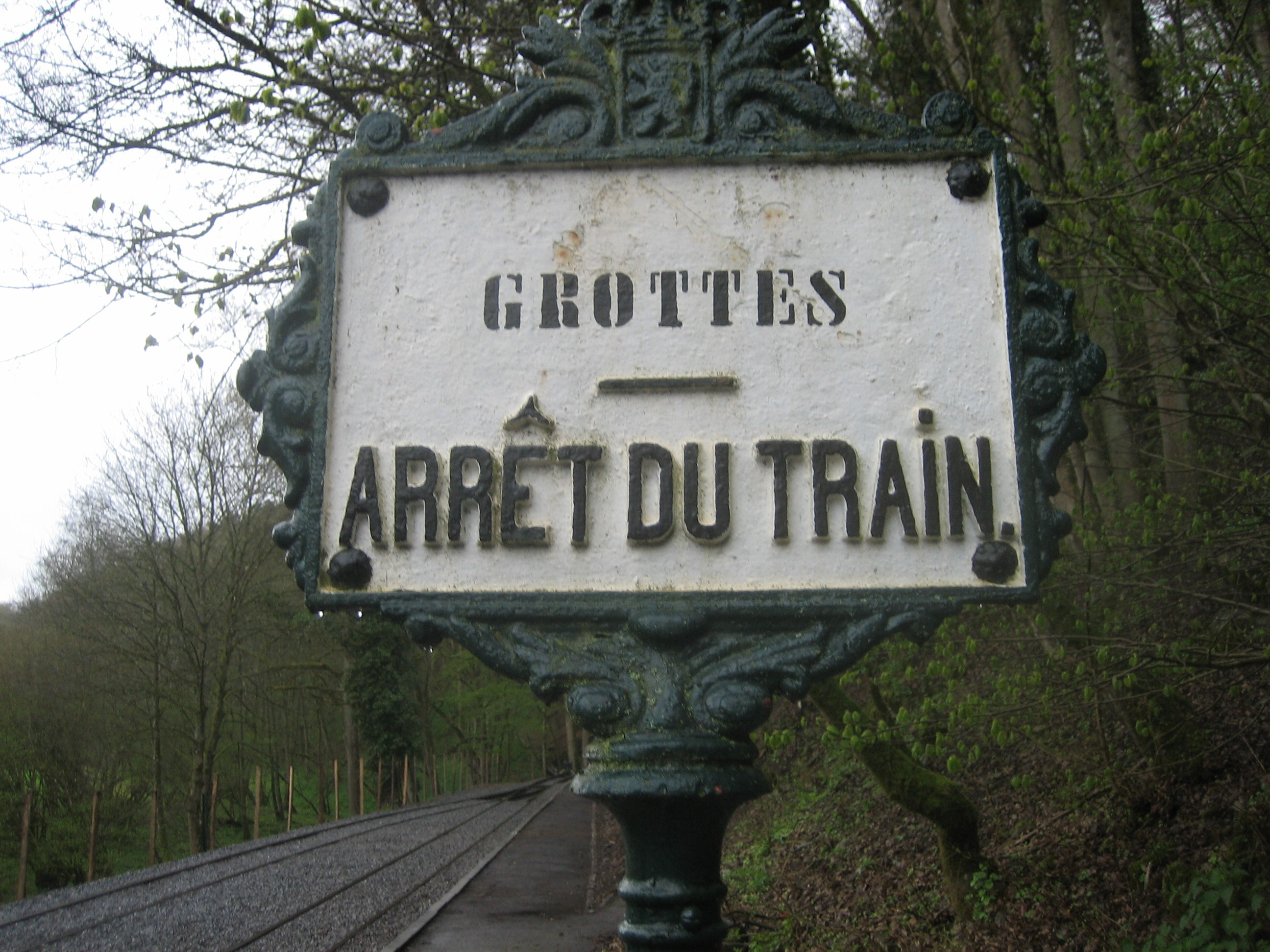
Haltebord bij de Grotten van Han.

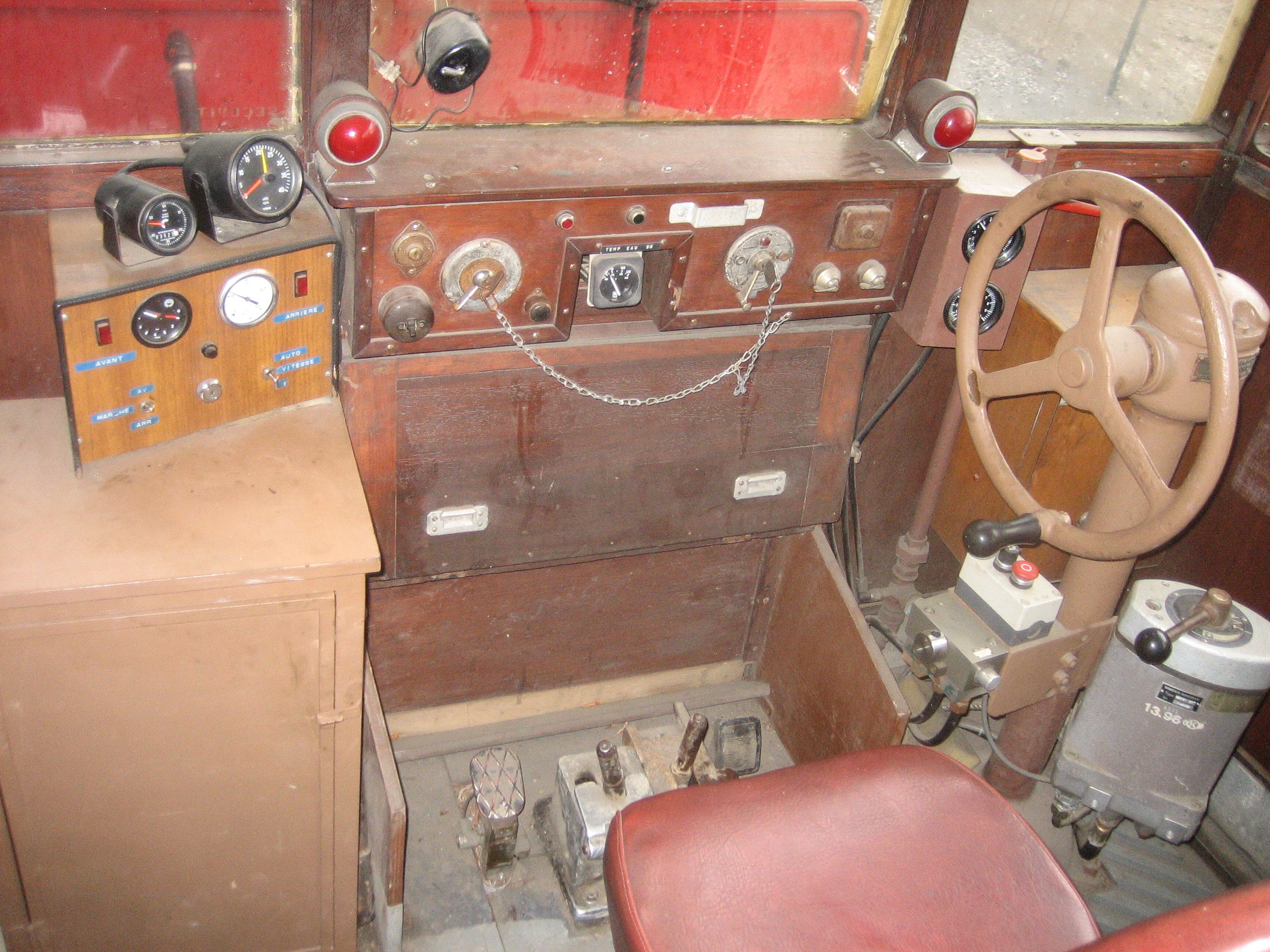
Stuurinrichting in tram.

De Tram van Han is een historische tramlijn die de verbinding verzorgt tussen het centrum van het dorp Han-sur-Lesse en de Grotten van Han in de provincie Namen.
De tramlijn werd per Koninklijk Besluit van 8 juli 1905 aan de SNCV (Nationale Maatschappij van Buurtspoorwegen) toegekend en op 1 juni 1906 officieel geopend. Tijdens de Eerste Wereldoorlog werd de tramlijn tijdelijk opgeheven maar werd op 13 juni 1920 heropend.
Deze tramlijn maakte deel uit van het tramlijnennet van de buurtspoorweggroep "Wellin". Vanaf 1909 werden alle lijnen in deze groep uitgebaat door de pachter RGW (SA pour l'Exploitation du CFV Rochefort - Grottes de Han - Wellin et Extentions). Na de Eerste Wereldoorlog werd, in tegenstelling tot de meeste buurtspoorweglijnen, de concessie niet overgenomen door de NMVB. In 1955 nam de NMVB de andere tramlijnen van de groep "Wellin" over en hief deze lijnen op. De lijn naar de Grotten van Han werd echter teruggeven aan de RGW. De buurtspoorwegen hadden dus zeer weinig inbreng en bemoeienis met de "Tram van Han".
Tot 1935 reden er stoomtrams; sindsdien wordt de dienst uitgevoerd met dieselmotorrijtuigen van het type autorail (AR) uitgerust met een  2-takt, 6-cilinder 220 pk dieselmotor van GM-Detroit Diesel, die een drietal (open) aanhangrijtuigen meetrekken. In 2014 werd de AR145 gerenoveerd en voorzien van een elektrische aandrijflijn op batterijen door de vestigingen LERUTH in Chêneux (koetswerk) en Green Propulsion in Luik (aandrijflijn). De modernisering werd vervolgens voortgezet met de AR266 in 2015, AR89 en AR159 in 2016 en omgebouwd tot elektrische batterijtrams.
Op 29 maart 1968 is een 1,7 km lang nieuw traject in gebruik genomen, waarmee het eindpunt dichter bij de grot kwam. Hierdoor ging echter het panoramische gedeelte langs de kliffen verloren. Het tramtraject met wandeling duurde echter te lang voor de touroperators. Later zijn nog enkele kleine aanpassingen verricht, zoals in 1989 de verplaatsing van het beginpunt van de tramlijn naast de kerk in Han naar het park tegenover de kerk met een keerlus.
De tramlijn wordt nog steeds gebruikt om toeristen vanuit het centrum van Han naar de ingang van de Grotten van Han te vervoeren.

## Technische gegevens
- spoorwijdte: 1 meter (meterspoor)
- lengte lijn op 1 juni 1906: 3,7 km
- lengte lijn op 29 maart 1968: 5,4 km